# Пекарова Адамова, Маркета
Маркета Пекарова Адамова (чеш. Markéta Pekarová Adamová; род. 2 октября 1984, Литомышль, Чехословакия) — чешский политический деятель. Председатель партии ТОП 09 с 24 ноября 2019 года.
Председатель Палаты депутатов Парламента Чехии с 10 ноября 2021 года. Депутат Палаты депутатов Парламента Чехии с 2013 года, депутат собрания пражского муниципалитета Прага 8 в 2010—2018 годах.

## Биография
Родилась 2 октября 1984 года в городе Литомышль. После окончания гимназии в городе Свитави, переехала в Прагу, где начала работать в отделе продаж чешского подразделения T-Mobile. В период с 2006 по 2008 год получала степень бакалавра на философском факультете Карлова университета. В дипломной работе она сосредоточилась на теме Трудоустройства людей с ограниченными возможностями. С 2009 по 2011 год получала академическую степень Инженер в Чешском техническом университете по специальности (чеш. Ekonomie a management v průmyslu).
Работала в компании T-Mobile четыре года, после чего в период с 2008 по 2010 год работала в кадровом и обучающем агентстве, в котором готовила обучающие курсы для корпоративных клиентов.
Частью её жизни была и волонтёрская работа. Участвовала в международных волонтёрских программах (рабочие лагеря в детских домах в Армении и Марокко, работала с людьми с ограниченными возможностями в Сербии и завершила экологический проект в Шотландии), была соорганизатором чешских детских лагерей и мероприятий для детей из социально незащищённых слоёв населения.
Свободно говорит на английском языке. Весной 2016 года вышла замуж за словацкого IT специалиста Томаша Пекара и сменила имя на Маркета Пекарова Адамова.

## Политическая деятельность
В 2009 году вступила в недавно возникшую партию ТОП 09. До этого она не принимала активного участия в политике. В мае 2012 года была избрана председательницей региональной организации TOP 09 в Праге 8, в 2013 году переизбралась на посту председательницы. В 2013 году стала членом президиума региональной организации TOP 09 Praha. На четвёртом съезде партии в 2015 году была избрана одним из заместителей председателя партии.
На муниципальных выборах в 2010 году была избрана депутатом муниципального совета Праги 8. Также стала советником муниципального совета. В её обязанности входила социальная сфера, профилактика наркомании и европейские фонды. На муниципальных выборах в 2014 году переизбралась на пост депутата муниципального совета. В муниципальных выборах в 2018 году не участвовала.
На выборах в нижнюю палату парламента в 2013 году была избрана депутатом Палаты депутатов Парламента Чешской Республики. На выборах в нижнюю палату парламента в 2017 году получила 12 317 преференциальных голосов и была вновь избрана депутатом.
На партийном съезде в 2017 году была избрана первым заместителем председателя партии. Председателем стал Йиржи Поспишил. В конце августа 2019 года заявила что будет баллотироваться в председатели партии. В этом стремлении её поддержали Доминик Фери, Людек Нидермайер и Йиржи Поспишил, в отличие от основателей TOP 09 Мирослава Калоуска и Карла Шварценберга, которые поддержали кандидатуру Томаша Чернина. На партийном съезде в ноябре 2019 года была избрана председателем партии (96 голосов делегатов из 177 — 53,9 %). Её конкурент Томаш Чернин стал первым заместителем председателя.
В октябре 2020 года подписала меморандум сотрудничестве перед парламентскими выборами, с председателями ODS и KDU-ČSL. В качестве пражского лидера коалиции «Вместе» (чеш. SPOLU — ODS, KDU-ČSL и TOP 09) принимала участие в выборах в нижнюю палату парламента и была переизбрана депутатом, получив 49 074 преференциальных голосов.
Новая правительственная коалиция договорилась, что поддержит намерение Маркеты Пекаровой Адамовой стать председателем Палаты Депутатов и 10 ноября на учредительном заседании IX. созыва Палаты Депутатов, она была избрана председателем Палаты Депутатов Парламента Чешской Республики. На партийном съезде в ноябре 2021 года была переизбрана посту председателя партии (163 голосов делегатов из 179 — 93 %).
В феврале 2023 года возглавила парламентскую делегацию на Тайвань и Южную Корею, в которую вошли представители большинства фракций парламента, бизнеса, самоуправления и высших учебных заведений. Министерство иностранных дел КНР осудило миссию и требовало её отмены. Маркета Пекарова выступила на заседании парламента Тайваня и была награждена Почетной медалью Законодательного Юаня I степени.
В феврале 2025 года объявила, что не будет принимать участие в осенних выборах в нижнюю палату парламента из-за появившихся проблем со здоровьем. Также заявила, что передаст свою должность председателя партии на очередном съезде партии, который состоится в ноябре 2025 года, а также о том, что будет далее исполнять мандат председателя Палаты депутатов до конца созыва.

## Политические взгляды

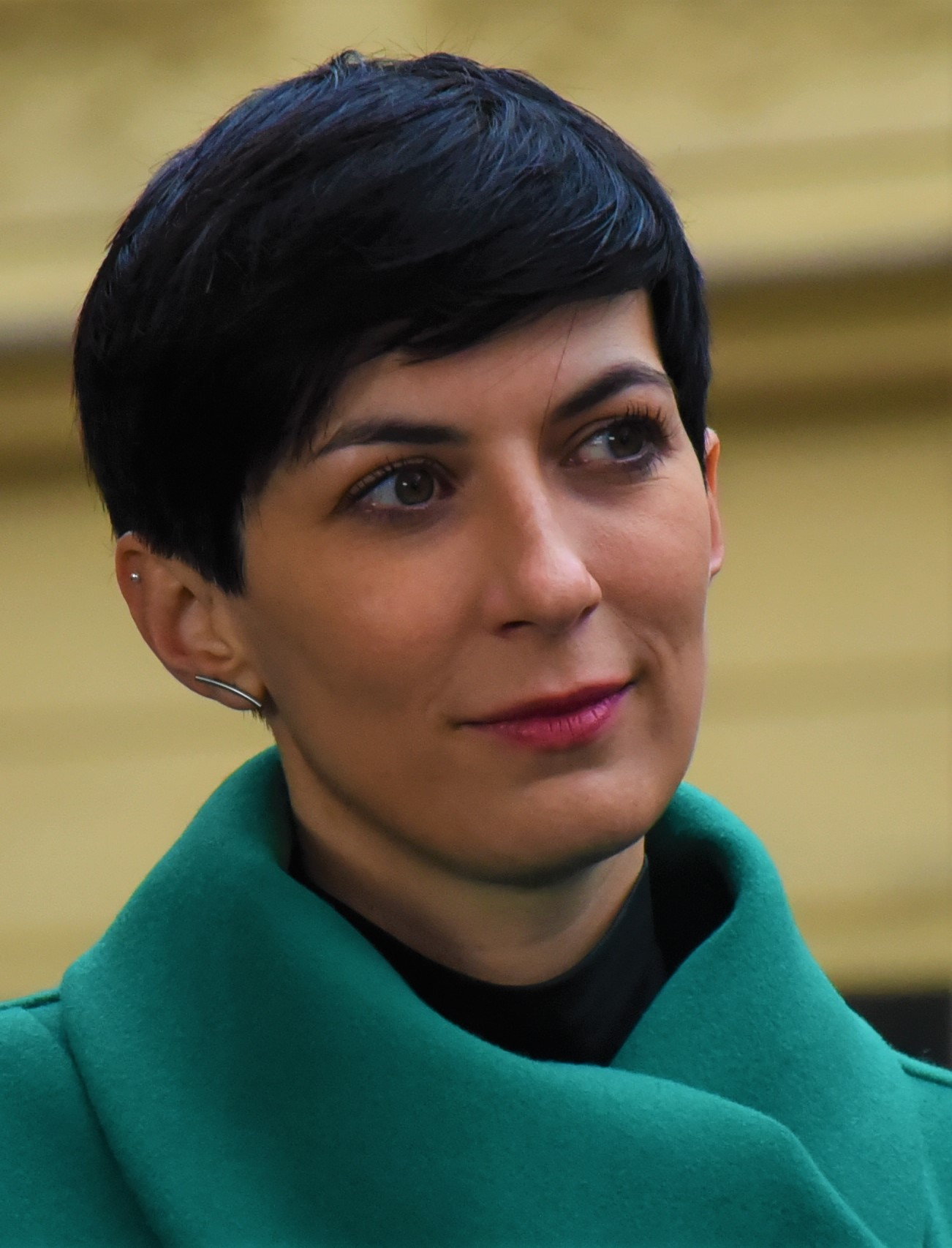
Пекарова Адамова в 2021 году

В июне 2020 года отказалась поддержать обязательные квоты на перераспределение мигрантов внутри Европейского союза. Напротив, Маркета Адамова поддерживает прием беженцев на добровольной основе и критиковала правительство Андрея Бабиша за «отказ помочь нашим партнёрам из ЕС в приеме даже нескольких десятков детей-сирот и разгрузке переполненных лагерей беженцев».
Поддерживает легализацию однополых браков в Чехии.

## Награды
- Орден князя Ярослава Мудрого II степени (14 апреля 2023, Украина) — за выдающиеся личные заслуги в укреплении украинско-чешского межгосударственного сотрудничества, поддержку государственного суверенитета и территориальной целостности Украины[31]
- Медаль дипломатических заслуг Законодательного Юаня (28 марта 2023, Тайвань)
- Большой золотой почётный знак со звездой «За заслуги перед Австрийской Республикой» (Большой командорский крест 1-й степени, 16 октября 2024, Австрия) — за вклад в чешско-австрийские отношения в области парламентской дипломатии[32].